# 朱尔·布勒东

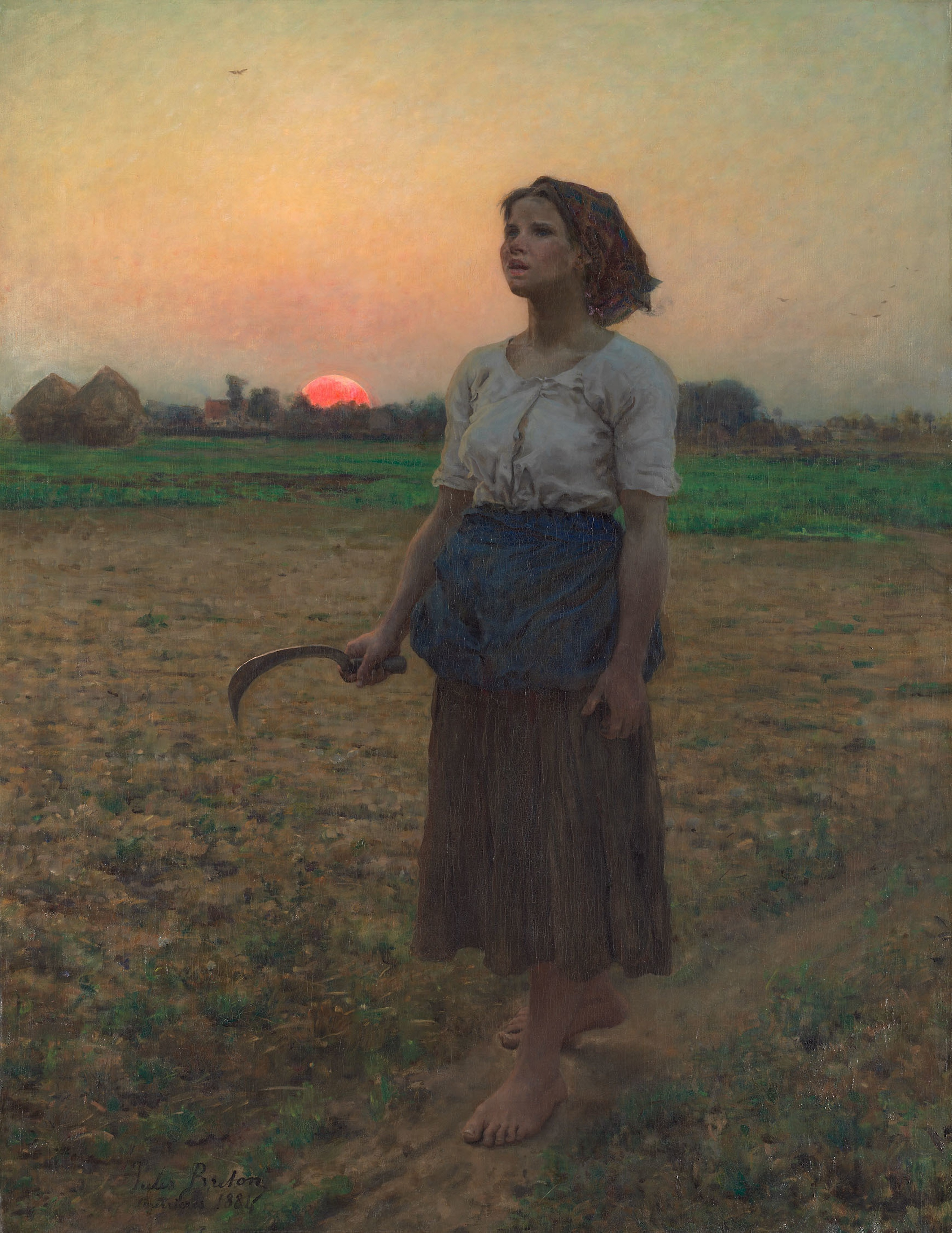
《雲雀之歌》，布面油畫，1884年，芝加哥藝術學院

朱尔·阿道夫·艾梅·路易·布勒东（法語：Jules Adolphe Aimé Louis Breton，法語發音：[ʒyl adɔlf ɛme lwi bʁətɔ̃]；1827年5月1日—1906年7月5日）是19世紀法國的自然主義畫家。朱尔‧布勒东的畫作深受法國鄉村的影響，他的畫法吸收了傳統技法，這有助於其成為鄉村生活之美及田園風光的主要宣傳者。

## 早年生活與訓練
1827年5月1日布勒东出生在加萊海峽的小村落庫里耶爾 。父親马里-路易·布勒东（Marie-Louis Breton）的工作是替一名富有的地主管理土地。母親在他4歲時去世，他由父親撫養長大。同住的其他家庭成員有外祖母、弟弟埃米爾和叔叔博尼法斯·布勒东。布勒东對傳統的尊重、對土地和對家鄉的熱愛一直是他畢生的藝術核心，是其眾多沙龍作品中的場景。
布勒东最早是在靠近圣奥梅尔的聖貝爾廷學院（College St. Bertin）接受藝術訓練。 1842年，他遇到了畫家費利克斯·德維涅（Felix De Vigne），德維涅對他的青年才俊感到印象深刻，說服他的家人讓他學習藝術。布勒东於1843年前往根特，繼續在根特皇家美術學院與德維涅和畫家亨利·范德哈特一起學習藝術。1846年，布勒东搬到安特衛普，跟随许斯塔夫·瓦珀斯（Egide Charles Gustave Wappers）上課，並花了一些時間臨摹佛蘭德大師的作品。1847年前往巴黎，希望在法國美術學院完善其藝術訓練。
布勒东在巴黎的時候，是在米歇尔‧马丁‧德罗林（Michel Martin Drolling）的畫室學習。他結識了幾位現實主義畫家並與之成為朋友，包括弗朗索瓦·邦萬（François Bonvin）和古斯塔夫·布里翁（Gustave Brion），從他早期在巴黎沙龍的作品可反映出他們的影響。他的第一個成果屬於歷史主題：《聖皮亞特在高盧佈道》（Saint Piat preaching in Gaul），接著受到1848年革命的影響而繪製了《苦難和絕望》（Misery and Despair）。布勒东的畫作《苦難和絕望》和《飢餓》（Hunger）在1849年和1850-51年的沙龍展出。

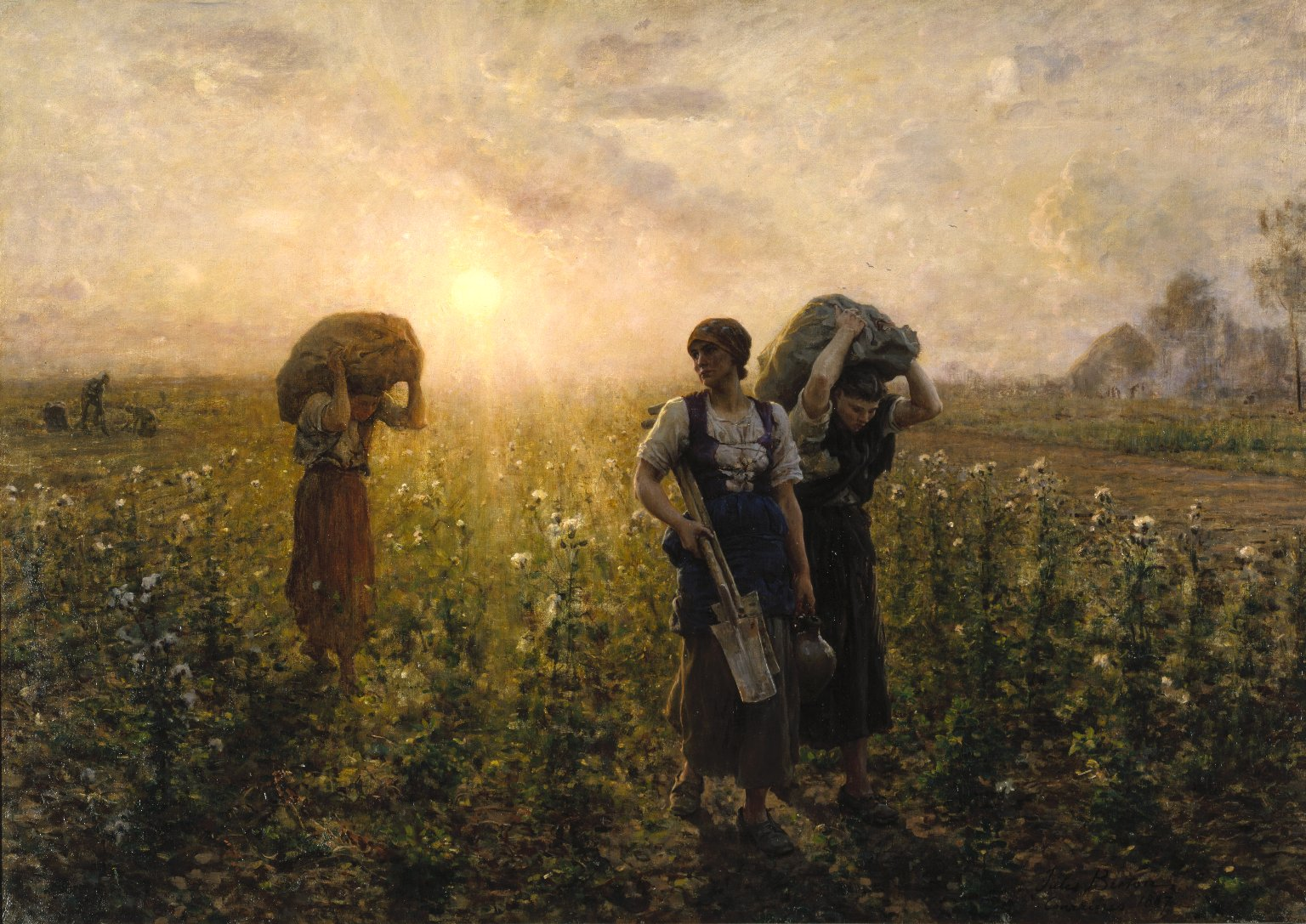
《工作日的結束》，1886-87，布魯克林博物館

這兩幅畫後來都遭到毀壞。《飢餓》在布鲁塞尔和根特成功展出後，布勒东搬到了比利时，在那遇到了未來的妻子埃洛迪。埃洛迪是他早年老師費利克斯·德維涅的女兒。1852年回到法國。布勒东發現自己並沒畫歷史畫的天賦，因此又回歸到少年時代令他印象深刻的自然與鄉土的記憶。1853 年，他展出了《收割者歸來》（Return of the Reapers），在他眾多受瑞士畫家路易·利奥波德·罗贝尔（Louis Léopold Robert）影響的農村畫中的第一幅作品。布勒东對農民意象的興趣從那時起就根深蒂固，這也是他今天最為人所知的原因。1854年回到定居的庫里耶爾村，開始創作《拾穗者》（The Gleaners），這是一部受季節性田間勞動和不幸者的困境啟發的作品，他們只能在收穫後收集留在田裡的東西。《拾穗者》獲得了三等獎章，這開啟了布勒东的職業生涯。他接受了國家的委託，許多作品被法國藝術管理局購買並送至省級博物館。他1857年的畫作《阿圖瓦，給小麥的祝福》（Blessing of the Wheat, Artois）同年在沙龍展出並獲得二等獎。
布勒东於1858年與埃洛迪結婚。

## 生前名聲在外

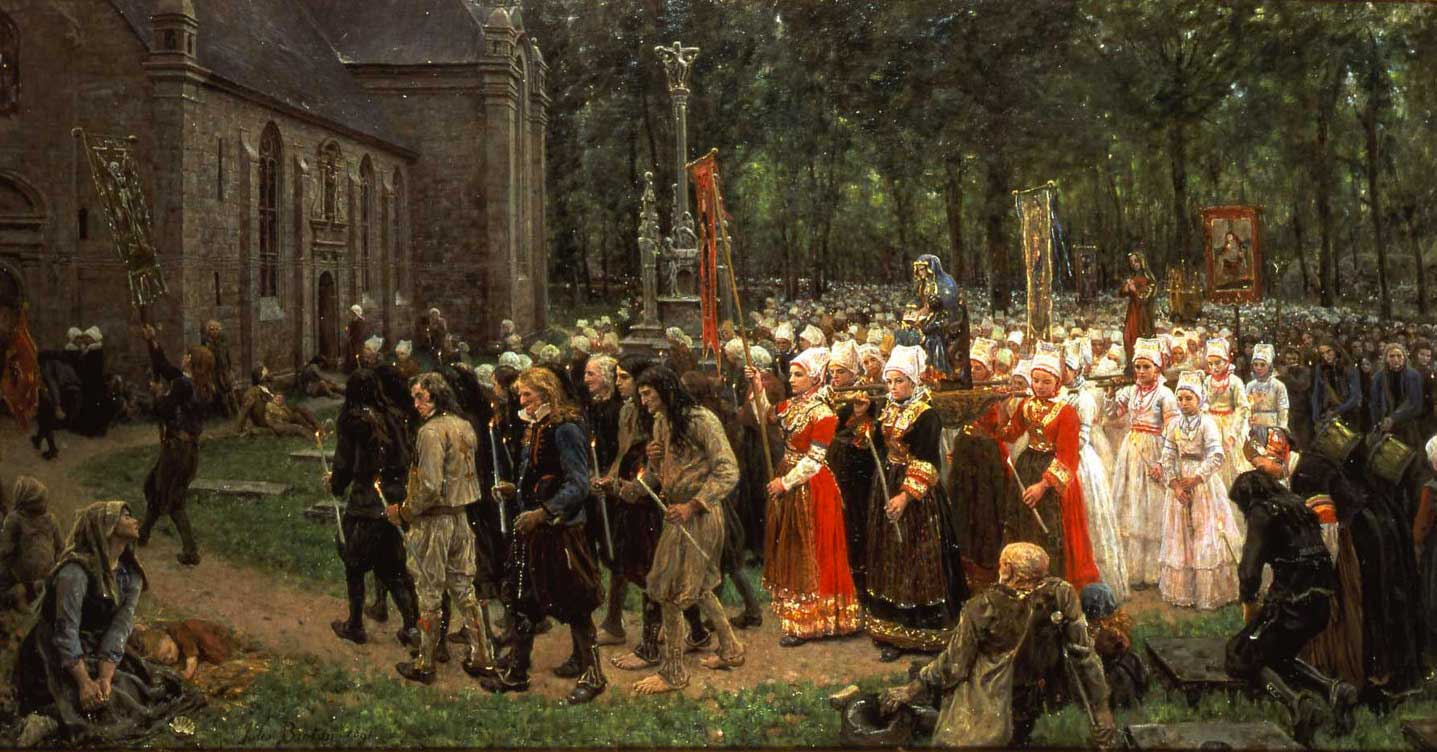
《克爾戈特的赦免》（1891）。 布勒东曾多次造訪布列塔尼，相信自己（正如他的名字「Breton」所暗示的那樣）有布列塔尼血統。

他從1870年代到1880年代和1890年代繼續舉辦展覽，名聲越來越大。他對落日餘暉風景中的單一農女形象的詩意描繪，尤其在美國仍深受歡迎。由於作品受大眾喜愛，布勒东經常製作某些畫的複製品。他在他所處的時代非常受歡迎，在沙龍展覽中展出了眾多作品，這些作品作為版畫廣泛流通。布勒东是他的祖國法國、英國、美國在那時代最著名的畫家之一。
1886年，唐納德·史密斯（Donald Smith，第一代斯特拉斯科納和皇家山男爵）在紐約的拍賣會上以45000美元拍得布勒东的作品《聖餐》（The Communicants，1884年）。這個價格在當時是在世藝術家的畫作中的第二高價。這幅畫在2016年再次轉手，拍得127萬美元。這個數字在扣除通貨膨脹因素後，非常接近1886年的拍賣價格。同樣是在1886年，布勒东在博德瑞去世後被選為法蘭西學會的成員。
1887年，紐約藝術品經銷商克内德勒畫廊（M.Knoedler）向布勒东訂購了兩幅畫，委託夏尔·阿尔贝·瓦尔特纳（Charles Albert Waltner）蝕刻了宏偉的沙龍作品《拾穗者之歸》 （页面存档备份，存于）（1859），並於1888年舉辦作品特展。
1889年，布勒东成為榮耀宮美術館（Legion of Honor）的負責人，1899年成為倫敦皇家學院的外籍院士。他的弟弟埃米爾是一名建築師，女兒維吉妮也是畫家。

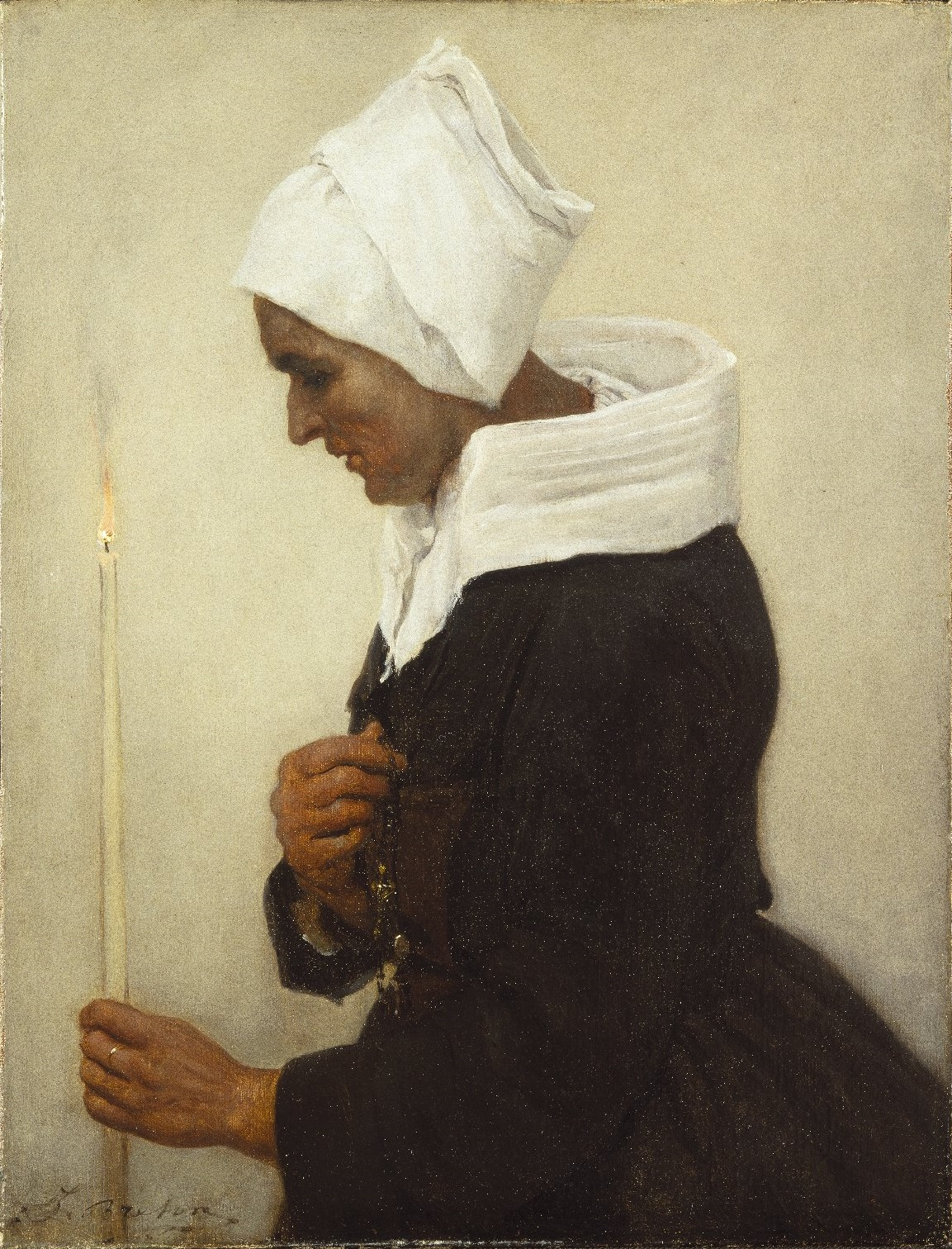
朱尔·布勒东的《拿著細長蠟燭的布列塔尼農婦》，約1869年

布勒东還寫過幾本書，是一位公認的作家，出版了一卷詩集（《珍妮》），還出版幾本散文講述他作為藝術家和他所認識的其他藝術家的生活；其中包括《香榭麗舍大街》（Les Champs et la mer，1876年）、《我們的世紀畫家》（Nos peintres du siècle，1900年）、《德爾菲娜-伯納德》（Delphine Bernard，1902年）和《繪畫》（La Peinture，1904年）。布勒東於1906年7月5日在巴黎去世。
布勒东基本上是一位描繪位鄉村生活的畫家，尤其是描繪在阿圖瓦省的鄉村生活，他只曾三度離開此處進行短暫的旅行：1864年到普羅旺斯，1865年和1873年到布列塔尼，從那裡他得到了一些最快樂的宗教場景研究。他的眾多主題一般可分為四類：勞動、休息、農村節日和宗教節日。在他比較重要的作品中，可列舉出使他獲得三等獎章的《婦女拾穗》和《聖塞巴斯蒂安節後的那一天》 （1855 年）；獲得二等獎章的《祝福田野》（1857年）；現藏於里爾畫廊的《懸掛受難者》（1859年）；現藏於盧森堡的《拾穗者歸來》（1859年）；《傍晚和婦女除草》（1861年），一等獎章；《祖父的生日》（1862年）；《一天的結束》（1865）；《豐收》（1867）； 《馬鈴薯採集者》（1868年）；《除草的農婦》（1868年）；《赦免，布列塔尼》（1869年）；《噴泉》（1872年），榮譽獎章；《聖約翰的篝火》（1875年）；《補網的婦女》（1876年），藏於杜埃博物館；《拾荒者》（1877年），藏於盧森堡； 《晚上，菲尼斯泰爾》（1881）；《雲雀之歌》（1884）；《最後的太陽光》（1885）；《牧羊人的星星》（1887）；《回家的呼喚》（1889）；《最後的拾穗》（1895）；《收集罌粟花》（1897）；《警報聲》（1899）；《黃昏的榮耀》（1900）。

## 身後聲譽
可以說，布勒东的名聲在1934年時，在1933年芝加哥世界博覽會上達到巔峰。 第一夫人埃莉诺·罗斯福公布《雲雀之歌》贏得了《芝加哥每日新聞》「美國最受歡迎的藝術作品」的評選比賽，她還宣稱這幅畫是她個人最喜歡的畫作。《雲雀之歌》此時已經成為美國流行藝術品味在全國范圍內的代表。」 當然由於《雲雀之歌》當時被送至芝加哥艺术学院 ，因此其他美國博物館的布勒东作品更具優勢。然而，布勒东並沒有得到普遍的讚賞。1930 年代的美國藝術機構認為布勒东的作品是低俗藝術，芝加哥藝術學院院長本身也主張將其作品從展覽中移除。直到二十世紀下半葉，布勒东的社會現實主義才重新獲得尊重。 
在某種程度上，人們可以稱，布勒东死後的名聲深受生前成功之害。 他最細緻的的作品不是直接進入博物館，就是被亨利·克雷·弗里克、凯瑟琳·罗里拉德·沃尔夫、摩根家族、亨利·亨廷頓和菲爾德家族等人收藏。這些收藏家擁有巨大的財富，因此他們要么將自己的藏品捐贈給他們最喜歡的當地博物館，要么建立自己的博物館，例如亨廷頓圖書館。與此同時，19世紀版畫製作呈指數級增長。布勒东作品的廉價版畫充斥著市場。2019年，數十種19世紀版畫在eBay等網站上以低於10美元的起價出售。
布勒东的名聲與他同時代的藝術家文森·梵谷成鮮明對比。布勒东在有生之年是著名、收入豐厚的成功藝術家。有些作品他會花了數個月創作。反之，梵谷在1880年十分貧窮，他曾步行85公里到庫里耶爾拜訪他非常欽佩的布勒东，但被布勒东的高牆擋住了去路，只能打道回府。梵谷生前沒有大收藏家蜂擁而至購買其作品，沒收到來自紐約市的繪畫委託，生前沒有出版物，最後死於貧困。然而，在2015年的拍賣會上，梵谷的作品《流動天空下的風景》 （页面存档备份，存于）（Paysage Sous un ciel Mouvement）拍得5400萬美元，該作品創作於梵谷每天創作一幅作品的時期。諷刺的是，梵谷在給他弟弟西奧的一封信中提到他看過布勒东的畫作《雲雀之歌》並認為這幅畫很「美好」。

## 印刷品和复制品
1898年，諾德勒畫廊出版了該畫廊的版畫畫冊，並於布勒东之後列出8幅版畫，包括查爾斯·沃爾特納蝕刻的《夜晚》、萊昂內爾·阿里斯蒂德·勒庫特蝕刻的4幅版畫、查爾斯·路易斯·克拉特克的《雲雀之歌》和保羅-阿道夫·拉瓊的《最後的光線》。諾德勒畫廊並非布勒东版畫的唯一出版商，其他出版商還包括倫敦的亞瑟·圖斯父子畫廊（Arthur Tooth & Sons Galleries）、底特律出版公司（Detroit Publishing Company）和紐約的莫里斯和本迪恩畫廊（Morris & Bendien）。其他蝕刻師包括科爾·克平（Charles Koepping）和WS Lathrop以及利奧波德·弗拉芒（Leopold Joseph Flameng）。大多數版畫往往很小且未署名，但有一些同時帶有布勒东和蝕刻師的簽名的版畫留存至今。布勒东的作品如今仍很受歡迎，被複製為有框和無框的藝術微型精細噴畫（Giclée），還被翻印在購物袋、枕頭、床罩、T恤衫、咖啡杯等各種物品上。

## 致敬
1912年，巴黎十三區的朱尔‧布勒东街（Jules Breton St.）以他的名字命名。
薇拉·凯瑟1915年的小說《雲雀之歌》書名得名自布勒东的畫作。
2014年2月，演員比爾·莫瑞在電影《大尋寶家》的新聞發布會上透露，他在芝加哥藝術博物館偶然遇見布勒东的畫作《雲雀之歌》，幫助他度過了早期職業生涯的低谷。

## 外部連結
- 朱尔‧布勒东的信件和展覽目錄 （页面存档备份，存于）
- 芝加哥藝術博物館的《雲雀之歌》 （页面存档备份，存于）